# Strmna Gora
Strmna Gora (en serbe cyrillique : Стрмна Гора) est un village de Serbie situé sur le territoire de la Ville de Valjevo, district de Kolubara. Au recensement de 2011, il comptait 132 habitants.

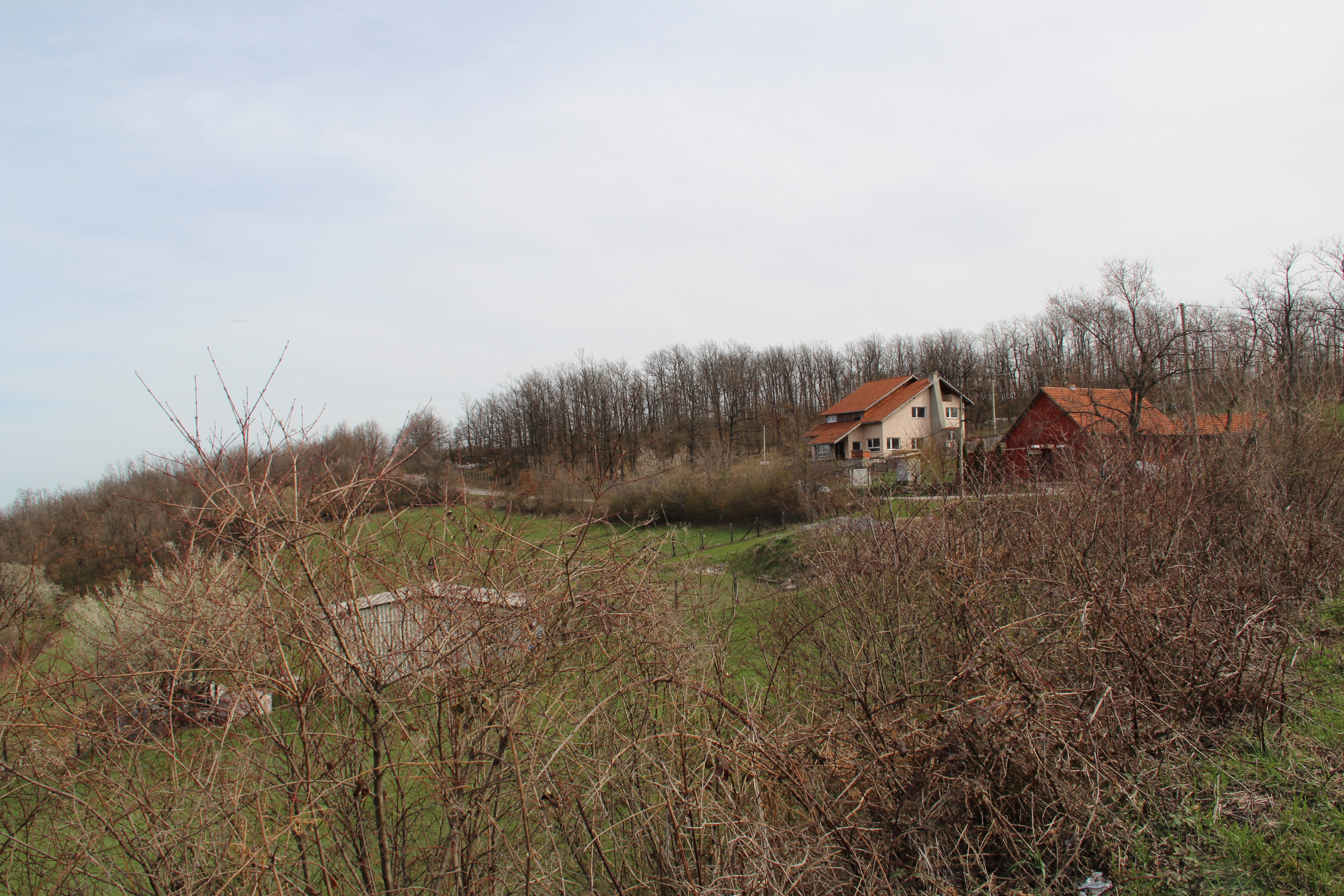
Strmna Gora - Panorama
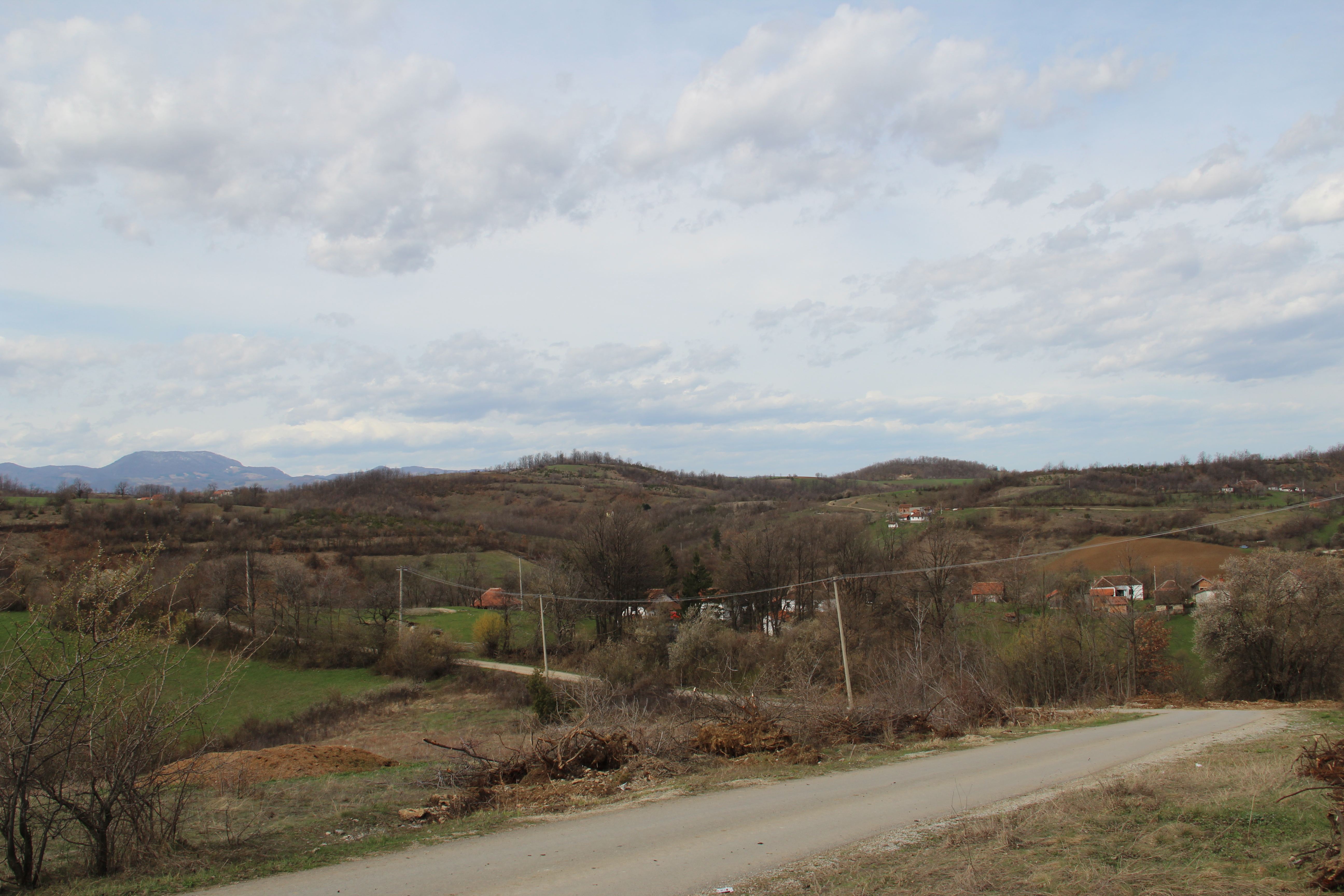
Strmna Gora - Panorama
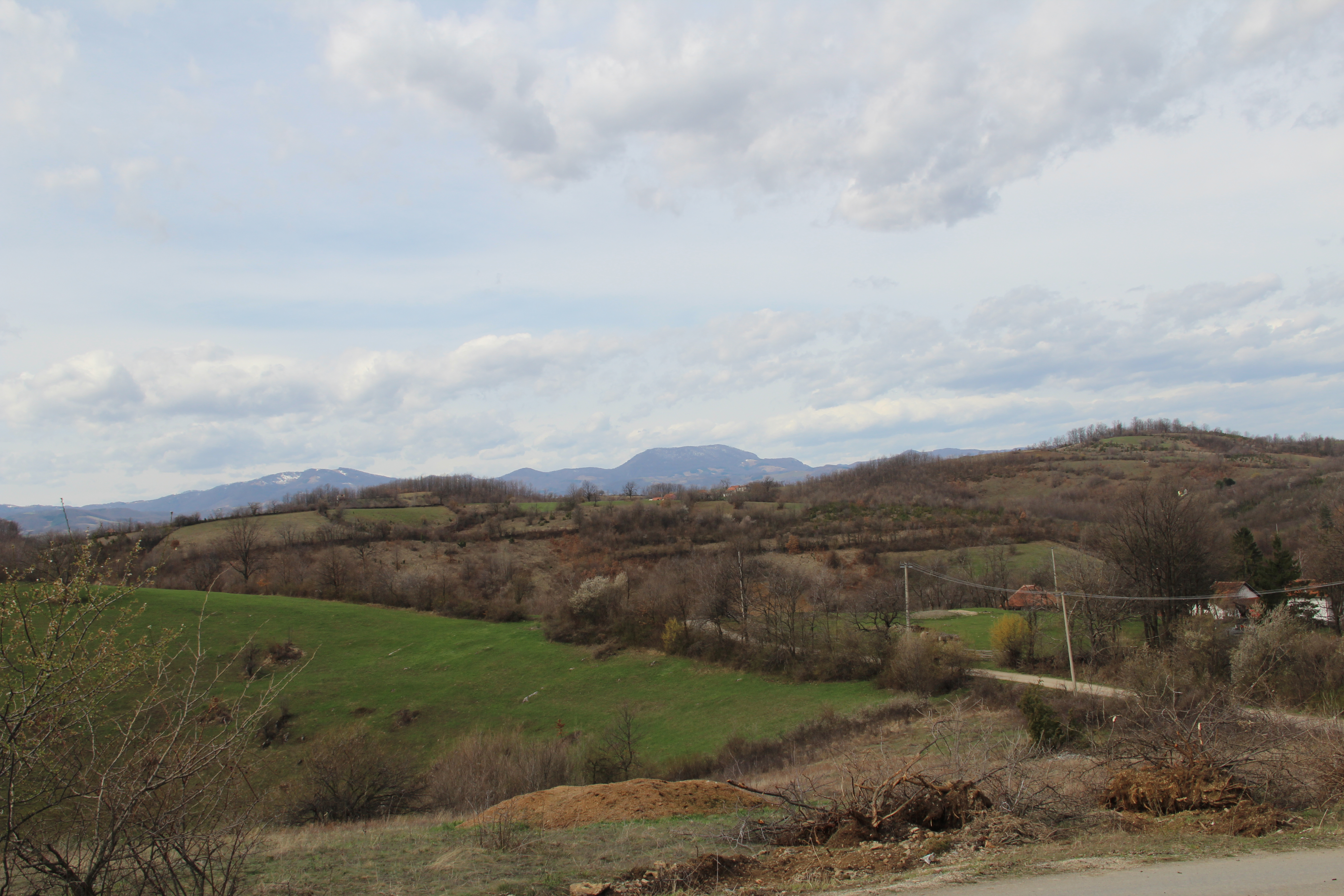
Strmna Gora - Panorama
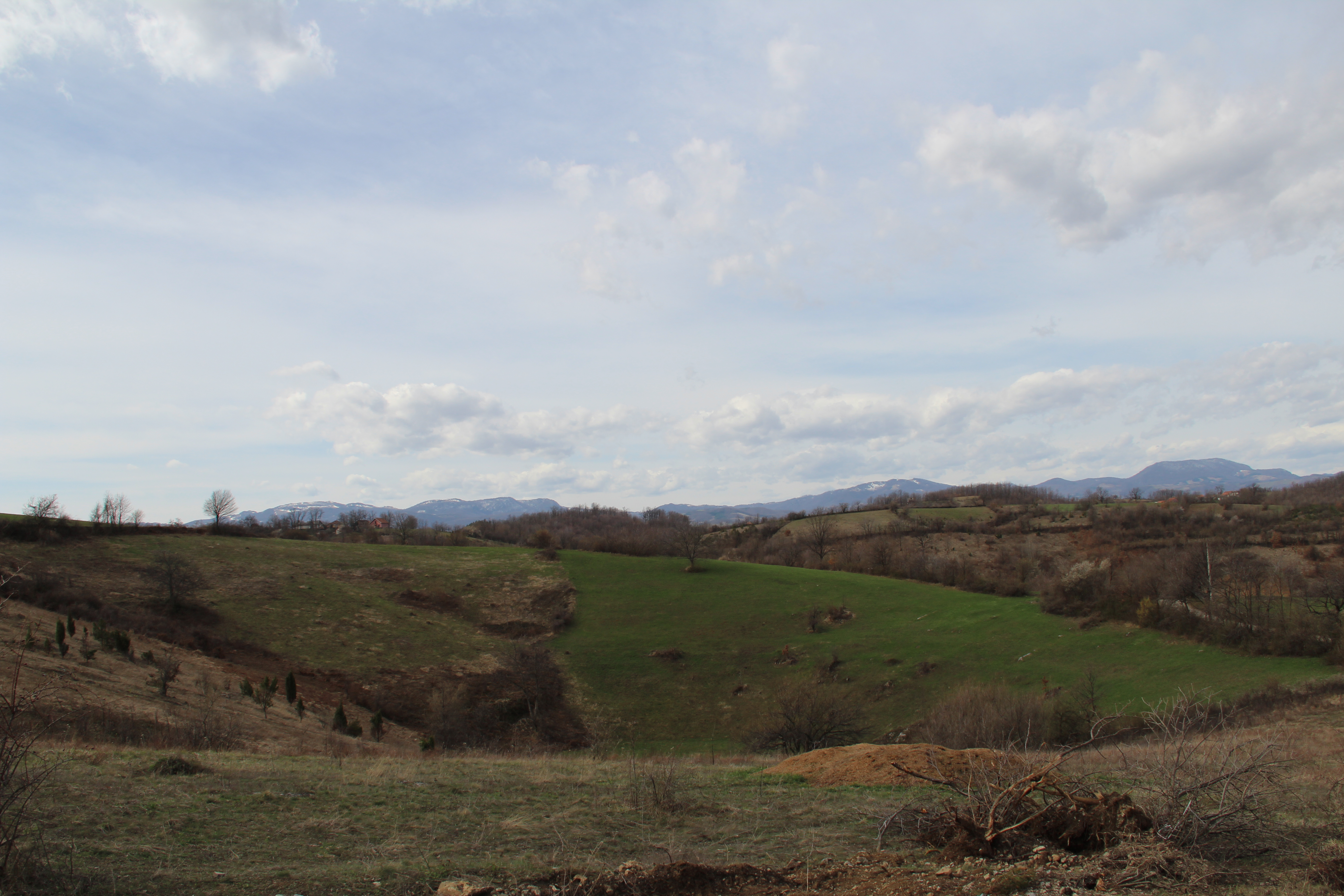
Strmna Gora - Panorama
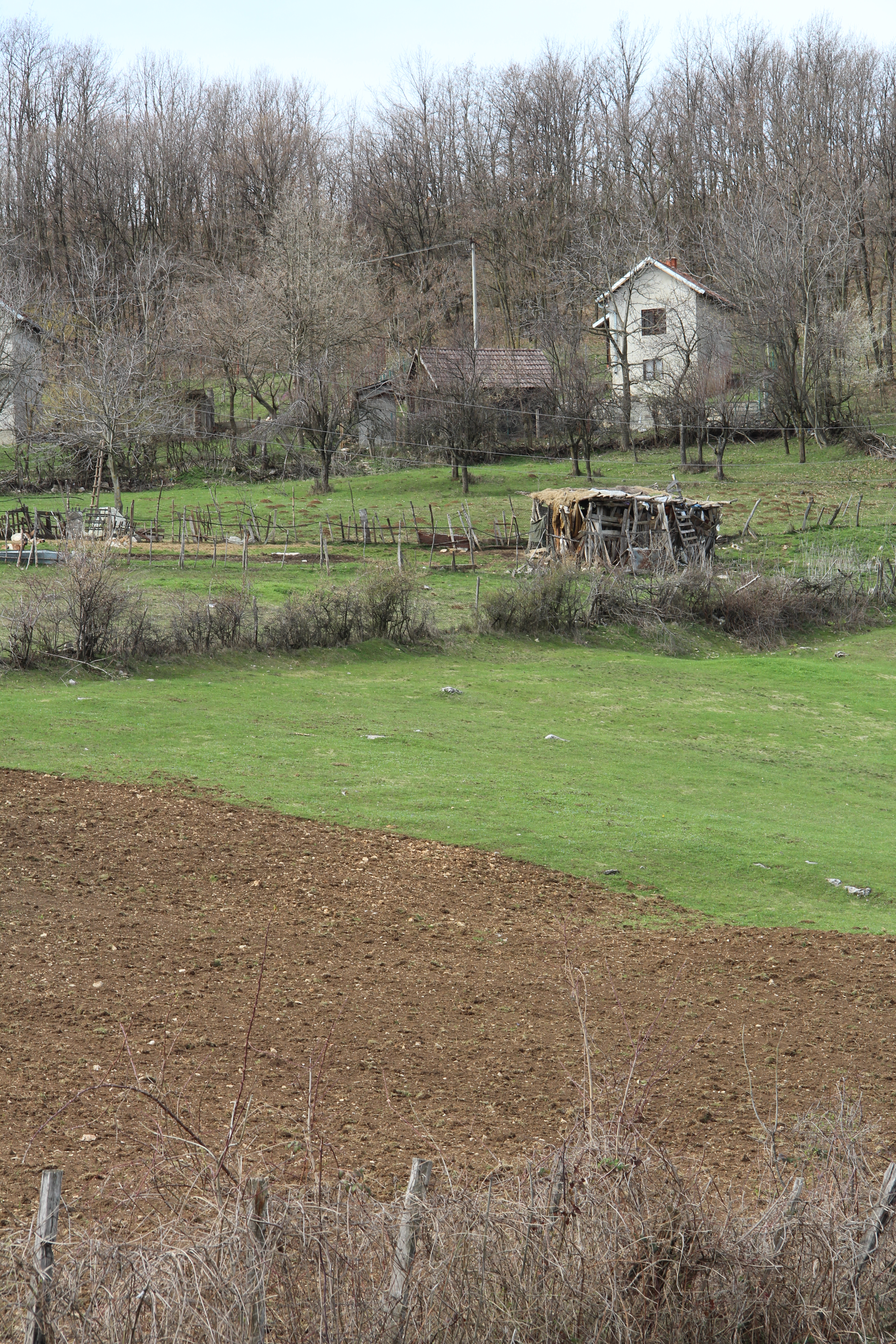
Strmna Gora - Panorama

## Démographie
| 1948 | 1953 | 1961 | 1971 | 1981 | 1991 | 2002 | 2011 |
| ---- | ---- | ---- | ---- | ---- | ---- | ---- | ---- |
| 335  | 346  | 327  | 270  | 230  | 190  | 166  | 132  |

|  |